# Paul Booth (Musiker)
Paul Booth (* 15. April 1977) ist ein britischer Jazzmusiker (Saxophone, auch Flöten, Bassklarinette, Komposition).

## Leben und Wirken
Booth trat bereits mit elf Jahren in  der Band seines Vaters, der Akkordeon spielte, in spanischen Bars und Restaurants auf. Dort spielte er auch mit Diz Disley. Während seiner Schulzeit tourte er durch Clubs im Nordosten Englands; mit 15 Jahren hatte er einen Fernsehauftritt und ein Engagement bei Spike Robinson. Er studierte in der Royal Academy of Music; in dieser Zeit begleitete er Harry Connick junior und erhielt die Auszeichnung des vielversprechendsten Jazzmusikers des Jahres unter 21. Ronnie Scott gab ihm darauf die Möglichkeit mit eigenem Quartet in seinem Londoner Club aufzutreten. 1995 erhielt Booth als erster Nicht-Amerikaner den First Level Award und das Clifford Brown/Stan-Getz-Stipendium des NFAA/Arts Week. 1996 hielt er mehrere Monate als Austauschstudent in Australien auf, wo er u. a. als Studiomusiker für die ABC-Studios arbeitete. Nach seiner Rückkehr tourte er regelmäßig durch England, spielte bei Arnie Somogyi und bei Stevie Winwood und trat mit seinem Quintett und dem von ihm geleiteten Basangu Orchestra in Londoner Clubs, wie dem Café de Paris und Annabell’s auf. Auch arbeitete er mit Carlos Santana, Steely Dan, Eric Clapton, Ingrid Jensen, Matt Bianco, Jane Monheit, Michael Janisch und Eddie Henderson. Von Booth liegt zudem ein Album mit seinem Orgeltrio (und Gästen) vor, Trilateral. Tom Lord zufolge war er zwischen 1995 und 2011 an 22 Aufnahmen im Bereich des Jazz beteiligt.

## Diskographische Hinweise
- It’ Happening (2004)
- No Looking Back (2007), u. a. mit Phil Donkin
- Pathways (2009), u. a. mit Ingrid Jensen
- Trilateral (2012), u. a. mit Clarence Penn, Matt Brewer
- Travel Sketches (2019), mit Steve Hamilton, Dave Whitford, Andrew Bain